# هال ريد
هال ريد (بالإنجليزية: Hal Reid)‏ هو كاتب سيناريو وممثل أمريكي، ولد في 14 أبريل 1863 في الولايات المتحدة، وتوفي في 22 مايو 1920 بنيويورك في الولايات المتحدة.

## وصلات خارجية
- هال ريد على موقع IMDb (الإنجليزية)
- هال ريد على موقع أول موفي (الإنجليزية)
- هال ريد على موقع قاعدة بيانات برودواي على الإنترنت (الإنجليزية)
- هال ريد على موقع قاعدة بيانات الفيلم (الإنجليزية)
- هال ريد على موقع كينوبويسك (الروسية)